# Serge Le Vaillant
Pour les articles homonymes, voir Le Vaillant.
Serge Le Vaillant, né en 1958, est un comédien, producteur et animateur de radio français.

## Biographie
Après avoir navigué comme élève officier de la Marine marchande, Serge Le Vaillant a débuté sur Radio Latina en 1982 comme animateur producteur d'une émission de nuit au cours de laquelle il reçoit Léo Ferré, Michel Jonasz, Pierre Perret, Maurice Fanon, Renaud, parmi les grands noms de la chanson qui lui accorderont leur premiers entretiens sur la bande FM.
En 1984, il devient Directeur Général de Radio Beffroi, en Aveyron, dont la réussite artistique lui vaut plusieurs nominations aux lauriers de la FM[réf. nécessaire]. Après avoir été directeur général de Bonheur FM sur Paris et conseiller de plusieurs autres radios, il intègre France Inter dont il sera, durant quelques années, reporter pour l'émission L’oreille en coin dont il sera le dernier sociétaire. Il est ensuite la voix des nuits de France Inter, pendant une quinzaine d'années, avec son émission Sous les étoiles exactement dont le titre est un clin d'œil à une chanson de Serge Gainsbourg interprétée par Anna Karina dans la comédie musicale Anna, Sous le soleil exactement. L'émission aura permis à de nombreux artistes de faire leurs premiers pas médiatiques : Camille, Emily Loizeau, La Grande Sophie, Dionysos, Bénabar, Les Ogres de Barback, Tryo, Keren Ann, Albin de la Simone, Jeanne Cherhal, Alexis HK, , etc.
Ses intervenants réguliers étaient Thierry Tinlot (directeur de Fluide Glacial) pour la BD, Samuel Benchetrit pour ses coups de cœur, Christian Camerlynck (chanson amateur), Serge Elaick spécialiste des arrangeurs, Olivier Garnier spécialiste du rock métal. L'émission proposait chaque nuit un live avec des artistes, souvent méconnus, qui jouaient en direct. Après la rediffusion de 2000 ans d’histoire de Patrice Gélinet, Serge Le Vaillant racontait une chronique acerbe et ironique, à base d'anecdotes issues du Tarn et Saône. La dernière partie du programme était la description de la réalisation d'une recette de cuisine, à la première personne. L'émission était réalisée par Serge Gandon, assistée de Pauline Chauvet qui seconda longtemps Jean-Louis Foulquier. Durant la saison 2012-2013, son émission est programmée uniquement les nuits du samedi et dimanche. À l'issue de la saison, l'émission est supprimée par la direction de France Inter.
En 2003, la SACEM lui décerne le Prix de la communication pour avoir révélé la nouvelle scène française[réf. nécessaire].
Serge Le Vaillant est Chevalier de l'ordre des Arts et des Lettres, promotion de juillet 2009.

## Émissions sur France Inter
- 1986-1987 membre de l'équipe de L’oreille en coin
- 1987-1989 : Plus près des étoiles (réalisateur)
- 1989-1994 : Du côté de chez Swing (réalisateur)
- 1991-1992 : Zakoustics  produit et animé par Gabriel Faivre (réalisateur)
- 1994-1997 : Les souris dansent (producteur et animateur)
- 1997-2013 : Sous les étoiles exactement (producteur et animateur)

## Publications
- Les plus beaux manuscrits de la chanson française, avec Jacques Pessis et Pierre Saka, Éd. de La Martinière, 2006  (ISBN 978-2732434124)
- Jacques Brel : l'éternel adolescent, préface de Abd Al Malik et Gérard Jouannest, Éd. Textuel, 2008  (ISBN 978-2845973091)
- Henri Salvador : l'élégance du funambule, préface de Maurice Pon, Postfaces de Dominique Cravic et Bernard Arcadio, Éd. Textuel, 2009  (ISBN 978-2-84597-339-8)
- Sauf ma mère, éditions Jacob-Duvernet, 2010  (ISBN 978-2-84724-269-0)
- Bourvil : le jeu de la vérité, éd. Jacob-Duvernet
- Chez les Grecs, éd. Jacob-Duvernet, 2011  (ISBN 978-2-84724-350-5)
- Ma fiancée est carnivore, éd. de la Martiniere, 2011